# 오린 (2대)
오린(王林, 1998년 4월 8일~)은 일본의 여성 아이돌이다. 일본 아오모리현을 중심으로 활동하고 있는 여성 댄스 보컬 유닛 링고무스메의 멤버로 리더를 맡고 있다. 아오모리현 히로사키시 출신이다. 소속 사무소는 링고 뮤직(リンゴミュージック)이다.

## 약력
9살 때에 모델을 목표로 지역의 히로사키 아크댄스 스쿨(弘前アクターズスクール)에 들어가 활동하기 시작하였다.
초등학교 시절에는 '알프스오토메'(アルプスおとめ)라는 그룹에 가입해 활동(알프스 무스메 시절의 예명은 사과 농가에 많은 이름이라는 이유로 사이토로 했다) . 2013년 중학생 시절에 링고무스메에 가입했다. 링고무스메로써는 2대 오린이라고 불리고 있다.
2017년 8월 20일의 텔레비 아사히 프로그램 『라스트 아이돌』의 1대 1의 퍼포먼스 배틀에 출전했고 패배했다. 하지만 그 뒤 같은 프로그램에서 설정된 세컨드 유닛 'Good Tears'에 가입하게 되었다. 2018년 6월 30일 다시 링고무스메 전임으로 돌아가게 되어 Good Tears을 탈퇴하였다.
쓰가루 방언을 활용한 토크와 일 때문에 도쿄로 올 때마다 충격을 받고 있다는 '도쿄가 무서운' 캐릭터 컨셉으로도 활동하고 있다. 2019년 6월 30일 방송된 니혼테레비 '누구나 파안대소'(誰だって波瀾爆笑)에 단독 메인 게스트로 출연했으며, 지금까지의 성장 과정 등이 소개되었다.

## 인물
이름의 유래는 사과 품종의 이름인 '오린'에서 따온 것으로 중국인이 아니다. 본인은 '인삼'(人参, 일본어로 진셍)과 같은 악센트로 발음해 줄 것을 요구하고 있다. 그룹 내에서의 별명은 '왕(わん) 짱'(王ちゃん)이다. 링고 뮤직 전체 멤버 중 가장 사무소 근무 연수가 길다.
특기는 수영이며 목표로 하는 인물(그룹)은 후지이 카렌(藤井夏恋), Negicco이고 좋아하는 남자 연예인은 타치 히로시(舘ひろし) 라고 한다.
현재도 아오모리 현에 거주하고 있으며 도쿄에서 음반 수록을 할 일이 생길 때마다 아오모리에서 도쿄까지 통근을 다니고 있다. 하지만 "도쿄에서 활동하는 것은 아오모리 현을 위해서」(東京で活動するのは, 青森のため), 「아오모리가 내 거주처」(青森が私の居場所)라고 공언하고 있으며, 도쿄에 이주하는 것을 생각하지 않고 있다.
현역 대학생이며, 경영 법학을 배우고 있다. 원래 쓰가루 칠기 장인인 할아버지의 뒤를 이어, 졸업 논문에서는 전통 공예품에 대해 다룰 예정이다.
신장 170cm의 장신이지만, 리더를 맡고 있는 링고무스메 안에서는 조나 골드에 이어 작은 몸집이다. 같은 링고 무스메 시절을 '아이보'(愛方)라고 부르고 있으며, 사무실 사장에게 "용신(龍神)님께서 환생하셨다"(龍神の神様の生まれ変わりだ)라고 말한 적이 있다.
쓰가루 방언으로 자기를 소개할 때는 "겁나 달콤한 사과 향기로 채워부러도 좋겠어라?"(た～んげ甘いかまりっこで酔わせでまってもいいべがの, 매우 달콤한 향기에 취해 버려도 좋아요?)"에서 있다. 이에 대해 코미디언 난카이 칸디즈(南海キャンディーズ)의 멤버 야마자토(山里)는 "프랑스어인가?"라고 반응했고, 논스타일 이노우에(NON STYLE井上)는 "하나도 모르겠어야"(一文字も分からへん), 후쿠자와 아키라(福澤朗)는 "음성의 문제인 줄 알았다"고 프로그램에서 말했다. 또한, 듣기의 난해함으로 인해 국영 방송에서는 종종 자막 실수가 생긴다.
스케줄 문제로 라스트 아이돌과의 겸무가 곤란하게 되자, 소속사 사장은 오린의 모델의 꿈을 이룰 기회라고 생각하고 상경을 권했지만, 오린 자신이 아오모리에서 링고무스메로서의 활동을 계속하기를 바라고 있다고 한다.

### 에피소드
- 콘소메 맛의 과자와 과일을 선호하고있다[12] .
- 링고무스메 안에서 대식가로, 일본의 스테이크 프랜차이즈 매장인 갑자기! 스테이키(いきなり!ステーキ)에서 스테이크 645g을 다 먹은 적이 있다.[13][14]
- 자신을 동물에 비유하면 「사슴」이라고 했다.[15]
- 니혼테레비의 프로그램 『더 돌파 파일』(THE突破ファイル)에서 링고무스메의 노래인 '사과 나무'가 흘러나오자 프로그램의 사랑을 느끼고 눈물을 흘린 적이 있다.[16]
- 운전 면허를 가지고 있으며[17] 사무실에서 운전을 금지하고 있다고 한다. 『링고무스메의 산지직송 일본최고!!』(RINGOMUSUMEの産地直送 日本最高!!)라는 프로그램에서 수확기를 폭주시켜 멤버를 기절초풍시켰다.
- 오리지널 캐릭터 "안녕 왕쨩"(こんにちわんちゃん)이 존재하고 있으며 종종 상품화되기도 한다.[18]

## 작품

### 일러스트
- "RINGOMUSUME × VILLAGE VANGUARD 20주년 콜라보 상품 캔 뱃지"(2020년 4월 29일 - 빌리지 뱅가드)[19]
- "쓰가루 와인 스튜 2개 세트 × RINGOMUSUME 오린"(2020년 6월 1일 - 썸머몰 와이너리)[20]

### 내용주
1. ↑  りんご娘在籍の年数が最も長いのはときである。
2. ↑  南海キャンディーズ山里は「ヒルナンデス!」内、NON STYLE井上・福澤朗は「土曜スペシャル 鉄道沿線ひたすら歩き旅8」内。

### 참조주
1. ↑  王林 (2019년 6월 27일). 《津軽弁が人気のアイドル・王林さん「青森の魅力アピールを」》.  인터뷰어: 遠山留美.  “OTEKOMACHI”. 2019년 8월 28일에 원본 문서에서 보존된 문서. 2019년 8월 28일에 확인함.
2. 1 2 3  “誰だって波瀾爆笑 2019年6月30日(日)”. gooテレビ. 2019년 6월 30일. 2019년 8월 30일에 원본 문서에서 보존된 문서. 2018년 8월 30일에 확인함.
3. 1 2  “明石家さんまもお気に入り！「東京が怖い」はガチ？キャラ作り!?話題の青森ローカルアイドル・王林を直撃！（1/4）”. 日刊サイゾー. 2019년 3월 8일. 2019년 8월 30일에 확인함.
4. ↑  “ラストアイドル 2017年8月20日放送回”. gooテレビ. 2017년 8월 20일. 2019년 8월 30일에 원본 문서에서 보존된 문서. 2019년 8월 30일에 확인함.
5. 1 2  “メジャーを捨てた21歳地方アイドル「私の居場所は青森」”. 《ORICON NEWS》. 2019년 11월 15일에 확인함.
6. ↑  “明石家さんまもお気に入り！「東京が怖い」はガチ？キャラ作り!?話題の青森ローカルアイドル・王林を直撃！（4/4）”. 日刊サイゾー. 2019년 3월 8일. 2019년 8월 30일에 확인함.
7. ↑  “りんご娘『乗っ取り』”. 《青森県ご当地アイドル RINGOMUSUME オフィシャルブログ Powered by Ameba》 (일본어). 2020년 5월 3일에 확인함.
8. ↑  “王林”. 《RINGOMUSUME｜りんご娘 公式ウェブサイト》 (일본어). 2020년 3월 23일에 원본 문서에서 보존된 문서. 2020년 4월 3일에 확인함.
9. ↑  “りんご娘『尊敬すべき方々』”. 《青森県ご当地アイドル RINGOMUSUME オフィシャルブログ Powered by Ameba》 (일본어). 2019년 9월 26일에 확인함.
10. ↑  “ダウンタウン松本、青森ご当地アイドルが“社長に言われていること”にツッコミ「事務所…」 - めるも”. 《ニュース&エンタメ情報『めるも』》 (일본어). 2023년 4월 6일에 원본 문서에서 보존된 문서. 2020년 1월 21일에 확인함.
11. ↑  ザテレビジョン. “りんご娘、「愛踊祭」優勝を振り返る！ | 芸能ニュースならザテレビジョン”. 《ザテレビジョン》 (일본어). 2020년 7월 24일에 확인함.
12. ↑  “りんご娘情報｜パワーアップる！”. 《www.power-apple.jp》. 2019년 11월 15일에 확인함.
13. ↑  “りんご娘『ツーショット！』”. 《青森県ご当地アイドル RINGOMUSUME オフィシャルブログ Powered by Ameba》. 2019년 11월 15일에 확인함.
14. ↑  “RINGOMUSUME OURINはInstagramを利用しています:「❤︎ 1人ステーキしてきたぁぁぁあ🤩🤩 645gたべたぜぇぇぇぇぇえ🤩🤩🤩 . . #いきなりステーキ #ヒロロ #29日はお肉の日 #ポイントも5倍になるってよ #お肉大好き」”. 《Instagram》. 2019년 11월 15일에 확인함.
15. ↑  “190914土曜はDONアフタートーク”. 2019년 11월 20일에 확인함.
16. ↑  “王林、「THE突破ファイル」で涙ポロポロ”. 《ナリナリドットコム》. 2020년 3월 13일. 2020년 10월 2일에 확인함.
17. ↑  “『嬉しさ全開！！』”. 《りんご娘 王林 の教習日記》. 2020년 4월 2일에 확인함.
18. ↑  “りんご娘・王林さんデザイン「津軽ワイン」６月販売／サンマモルワイナリー”. 《デーリー東北デジタル》. 2020년 5월 13일. 2020년 10월 2일에 확인함.
19. ↑  “【RINGOMUSUME】限定グッズ発売決定！”. 《www.village-v.co.jp》 (일본어). 2020년 6월 6일에 확인함.
20. ↑  “津軽ワインスチューベン2本セット×RINGOMUSUME王林”. 《【公式】サンマモルワイナリー 下北ワイン通販》. 2020년 6월 6일에 원본 문서에서 보존된 문서. 2020년 6월 6일에 확인함.